# Трубчанінов Віктор Іванович
Ві́ктор Іва́нович Трубчані́нов (нар. 1 серпня 1949, місто Горлівка, нині Донецької області) — український графік. Член Національної спілки художників України від 1984 року. Заслужений художник України (2009).

## Біографічні відомості
1974 року закінчив Київський художній інститут (нині НАОМА — Національна академія образотворчого мистецтва і архітектури). Педагог з фаху — Віктор Пузирков.
18 серпня 2009 року надано звання «Заслужений художник України» — за значний особистий внесок у соціально-економічний, культурний розвиток Української держави, вагомі трудові досягнення та з нагоди 18-ї річниці незалежності України .

## Основні роботи
- «Орнітолог» (1980),
- «Сонячний день» (1984),
- Серія «Паноптикум» (1992–1995),
- Серія «Бансай» (1992–1995),
- Серія «Ню» (1994).